# Salomon Birnbaum
Salomon Asher Birnbaum, także Salomo Birnbaum (jidysz: שלמה בירנבוים – Shlomo Barenboym, ur. 24 grudnia 1891 w Wiedniu zm. 28 grudnia 1989 w Toronto) był językoznawcą jidysz i hebrajskim paleografem.

## Biografia
Birnbaum (1891-1989), urodzony w Wiedniu, był najstarszym synem Nathana Birnbauma i Rosy Korngut. Był austriackim Żydem pochodzenia zachodnio-galicyjskiego. Podczas I wojny światowej służył w armii austro-węgierskiej, a następnie studiował i uzyskał doktorat na Uniwersytecie w Würzburgu, specjalizując się w językach Azji. W latach 1922–1933 objął pierwszą na świecie katedrę jidysz na Uniwersytecie w Hamburgu. W 1933 r., po powstaniu partii nazistowskiej w Niemczech, wyemigrował do Wielkiej Brytanii wraz z żoną Irene Grünwald i dziećmi.
W latach 1936–1957 wykładał paleografię hebrajską i epigrafikę w Wyższej Szkole Studiów Wschodnich i Afrykańskich na Uniwersytecie Londyńskim. Nauczył się jidysz w tym samym czasie w Szkole Studiów Słowiańskich i Wschodnioeuropejskich Uniwersytetu Londyńskiego, od 1939 do 1958. Podczas II wojny światowej pracował w cenzurze pocztowej władz brytyjskich. W 1970 roku wyemigrował do Toronto w Kanadzie.
Salomon Birnbaum jest ojcem Jakoba Birnbauma, który po swojej emigracji do Nowego Jorku w 1963 roku współtworzył ruch Żydów sowieckich.

## Publikacje
- Praktische Grammatik der jiddischen Sprache, Vienna and Leipzig, 1918; Grammatik der jiddischen Sprache, Hamburg: editions 1966, 1979, 1984, 1988
- Leben und Worte des Balschemm, 1920
- Das hebräische und aramäische Element in der jiddischen Sprache, 1921 (dissertation)
- „Die jiddische Sprache,” in: Germanisch-Romanische Monatsschrift (1923)
- „Die Umschrift des Jiddischen,” in: Teuthonista (1933)
- „The Age of the Yiddish Language,” in: Transactions of the Philological Society, London (1939)
- „Jewish Languages,” in: Essays in Honour of the Very Rev. Dr. J.H. Hertz, London, 1942
- Yiddish Phrase Book, published by The Linguaphone Institute for The Jewish Committee for Relief Abroad, London, 1945
- „The Cultural Structure of East Ashkenazic Jewry,” in: The Slavonic and East European Review, London (1946)
- „The Verb in the Bukharic Language of Samarkand,” in: Archivum Linguisticum, 2 (1950/51)
- „How Old are the Cave Manuscripts?” in: Vetus Testamentum (1951)
- The Hebrew Scripts, 2 vols., Leiden, 1954–57, 1971
- Die jiddische Sprache, Hamburg 1974, 1986, 1997
- Yiddish – A Survey and a Grammar, Toronto, 1979
- „Zur Geschichte der u-Laute im Jiddischen,” in: Zeitschrift für Deutsche Philologie (1981)
- Yiddish, A Survey and a Grammar, 2nd edition, with additional essays etc by David Birnbaum, Eleazar Birnbaum, Kalman Weiser, Jean Baumgarten. Toronto, 2016